# Casa-Sede da Fazenda Divisa
Casa-Sede da Fazenda Divisa é uma construção histórica de Bauru. O local foi tombado pelo Conselho de Defesa do Patrimônio Cultural de Bauru, em 2005.
O tombamento deu-se pela importância do bem cultural na formação da Vila de Tibiriçá, o distrito onde se localiza atualmente Bauru. Era um ponto comercial relevante na agricultura cafeeira da região.
A casa data de 1924 e tem como características: o revestimento de piso com ladrilhos de Portugal, em preto e branco; portas e janelas originais; tijolos de época. Há ainda várias peças ligadas à família proprietária, a de Joaquim Rodrigues Fraga, como brasões e esculturas.
Em avaliação de 2014, a conservação desse patrimônio de Bauru foi considerada regular e não foram registrados indícios de descaracterização.